# Camí de Bernils (Castellcir)
El Camí de Bernils, també denominat Camí del Bosc pel costat de Sant Quirze Safaja, és un camí rural que uneix el petit nucli a l'entorn de Sant Andreu de Castellcir amb el Camí de Bernils i, a través d'ell, amb la masia de Barnils, dins dels termes municipals de Castellcir i Sant Quirze Safaja, a la comarca del Moianès. Com en el cas de la major part de camins, el nom que els designa és clarament descriptiu. En aquest cas, el camí mena a la masia de Barnils des del Bosc.
Arrenca del nucli format per l'església parroquial, la Rectoria Vella i Cal Tomàs en direcció sud-est, seguint la riera de Castellcir per la riba esquerra, però separant-se'n gradualment per pujar cap a la carena que hi ha en aquell costat. Passa a migdia del Cau del Llop, i comença a baixar cap a llevant, vers la vall del torrent del Bosc per davant, al nord-oest, de la masia del Bosc. Fins aquí el Camí de Bernils coincideix plenament amb el Camí de la Balma Fosca.
Al nord d'aquesta masia, el camí travessa el torrent esmentat i, tot just després d'haver-lo travessat, troba un trencall cap al sud-est que s'adreça cap al coster de la banda esquerra del torrent del Bosc, on està situada la masia del Bosc. Fins a aquest punt coincideix amb el Camí del Bosc. Des d'aquest lloc el Camí de Bernils s'adreça cap al sud per, fent diverses giragonses per salvar les valls dels torrents del lloc, anar guanyant alçada per anar a buscar el Camí de Bernils, passant a llevant de la Baga del Bosc i de la Baga de Serratacó. Ateny el Camí de Bernils a prop al nord-est de les masies de Serratacó i Serracarbassa.